# Ievgueni Belooussov
Pour les articles homonymes, voir Belooussov.
Ievgueni Vladimirovitch Belooussov (en russe : Евгений Владимирович Белоусов,  prononcer « Bélooussov »), né le 26 mai 1962 à Moscou et mort le 12 décembre 2023, est un lugeur soviétique actif dans les années 1980.
Spécialiste du double, il participe avec Aleksandr Beliakov à plusieurs compétitions internationales. Il obtient la médaille d'argent aux Jeux olympiques d'hiver de 1984 à Sarajevo.

## Jeux olympiques d'hiver
- Médaille d'argent en double aux JO de Sarajevo 1984
- Septième en double aux JO de Calgary 1988

## Championnats du monde
- Médaille de bronze par équipes à Winterberg en 1989

## Coupe du monde
- Meilleur classement général  : Vainqueur du double en 1987/1988
- 2 victoires

## Championnats d'Europe
- Médaille d'or en simple à Hammarstrand en 1986
- Médaille de bronze à Königssee en 1988